# Académie du dessin de Florence
L'académie du dessin de Florence ou Accademia delle Arti del Disegno de Florence est la première académie artistique apparue en Europe.
Elle a été  créée officiellement par Cosme Ier, le 13 janvier 1563, par la signature des 144 articles  et  par Giorgio Vasari sur les fondations de la première organisation des peintres de Florence organisée par la Compagnia di San Luca, l'Arte des apothicaires, des médecins et des marchands de couleurs (pour les secrets de leur fabrication), installée  à ses débuts en 1339 dans les murs du cloître du  Giardino San Marco (Accademia dei Giardini Medicei de San Marco).
Elle a eu Michel-Ange et Cosme Ier comme premiers présidents,  ensuite Titien et le Tintoret en 1566.
Pierre Léopold Grand-duc de Toscane, décrète en 1784 que ses diverses activités seront réunies sous le même toit et que l'académie sera renommée Accademia di Belle Arti di Firenze (académie des beaux-arts de Florence).

Elle est alors installée rue Ricasoli dans un ancien hospice et couvent l'Ospedale di San Matteo e del Convento di San Niccolò di Cafaggio.
Il décide également qu'elle doit comporter de grandes œuvres des maîtres pour l'apprentissage et les études des jeunes artistes ce qui deviendra la Galleria dell'Accademia de Florence.
Le grand-duc initie également la protection des œuvres d'art par un conservatoire de musique Conservatorio Luigi Cherubini complété d'un musée, le Museo degli strumenti musicali, l'Opificio delle pietre dure atelier de mosaïque de pierre dure qui deviendra ensuite l'Istituto Centrale per il Restauro, un musée et une école de restauration d'œuvres.

## Élèves célèbres
- Giuliano Bugiardini de la célèbre Accademia dei Giardini Medicei de San Marco à Florence, ami et disciple de Michel-Ange.
- Giovanni Balducci en 1578
- Cosimo Gamberucci en 1580
- Francesco Curradi en 1590
- Artemisia Gentileschi, première femme admise (1593~1652)
- Giovanni Battista Caccini (1556-1613)
- Giovanni Bilivert en 1609
- Zanobi del Rosso en 1749
- Luigi Sabatelli (1772-1850)
- Innocenzo Ansaldi (1734-1816)
- Lorenzo Bartolini (1777-1850)
- Gaetano Baccani (1792 – 1867)
- Adriano Cecioni (1836 – 1886)
- Odoardo Borrani (1832 – 1905)
- Giuseppe Bezzuoli (1784, 1855)
- Carlo Ademollo (1824 – 1911)
- Giovanni Fattori (1825-1908)]
- Silvestro Lega (1826-1895)
- Urbano Lucchesi (1844-1906)
- Carlo Ademollo (1824 - 1911)
- John Singer Sargent (1856-1925)
- Galileo Chini (1873-1956)
- Amedeo Modigliani (1884-1920) élève en 1902
- Giuseppe Viviani (1898-1965)
- Silpa Bhirasri (né Corrado Feroci, 1892-1962) élève en 1908-1915
- Ottone Rosai (1895-1957)
- Frederic Leighton (1830-1896)
- Lorenzo Garaventa (1913-)
- Norris Embry (1921-)
- Giuliano Vangi (1931-)

## Enseignants
- Ostilio Ricci (1540 - 1603) mathématicien et architecte
- Giovanni Domenico Ferretti (1692 - 1768) peintre
- Gaspare Paoletti (1727-1813) architecte
- Luigi Ademollo (1764-1849)
- Pietro Benvenuti (1769-1844)
- Gaetano Baccani (1792 – 1867) en 1818 puis Maestro de 1849 à 1867
- Giovanni Fattori, qui aura, en 1902, à la Scuola Libera di Nudo Amedeo Modigliani comme élève
- Felice Carena (1879 - 1966) peintre
- Menhat Helmy (1924-2004)

## Académiciens
- Jacopo Vignali en 1622